# 1558

## Esdeveniments
Països Catalans
- Construcció del convent trinitari de Sant Bernat, a Alzira.
- Onda: Joan de Joanes enllesteix el "Retaule de Sant Antoni i Santa Bàrbara" de l'església de l'Assumpció.
- Riudecols passa a formar part de la Comuna del Camp.
- València: Joan Timoneda publica El ternario espiritual.
- 24 de febrer: Consagració de Santa Maria de Balaguer, la Noguera).
- 18 de maig: Atac dels pirates turcs a Alcúdia.

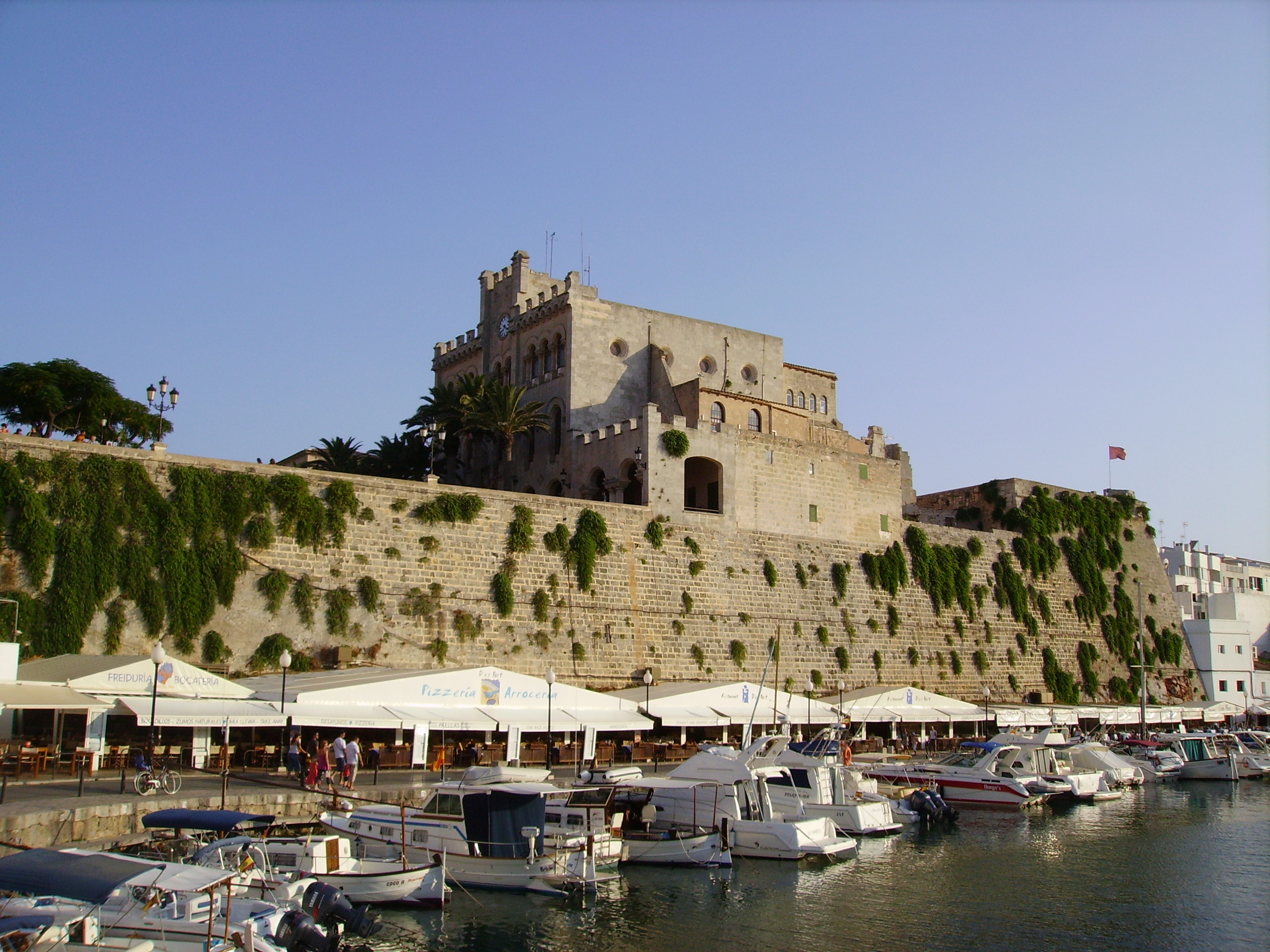
Ajuntament de Ciutadella de Menorca, antic palau del governador àrab

- 9 de juliol, Ciutadella de Menorca: Any de sa Desgràcia, assalt dels turcs a la ciutat.
- 26 de novembre: Ferran de Lloaces i Peres és elegit 66è. President de la Generalitat de Catalunya.

Resta del Món
- Alemanya: fundació de la universitat de Jena.
- Finlàndia: fundació de la ciutat de Pori.
- Índia: Akbar el Gran conquereix la ciutat de Gwalior.
- Itàlia: Giovanni Battista della Porta publica Magia naturalis, obra que parla de la càmera obscura considerada una de les precursores de la fotografia.
- Perú: fundació per Andrés Hurtado de Mendoza de la ciutat de Cuenca.
- Rússia: refundació de la ciutat d'Astracan.
- Turquia: construcció de la mesquita principal de Çankırı.
- Vietnam: fi de la guerra civil que havia començat en l'any 1545.
- 3 de gener, Kairuan, Tunísia: el reis Dragut de Trípoli ocupa la ciutat i n'expulsa els shabbiya.

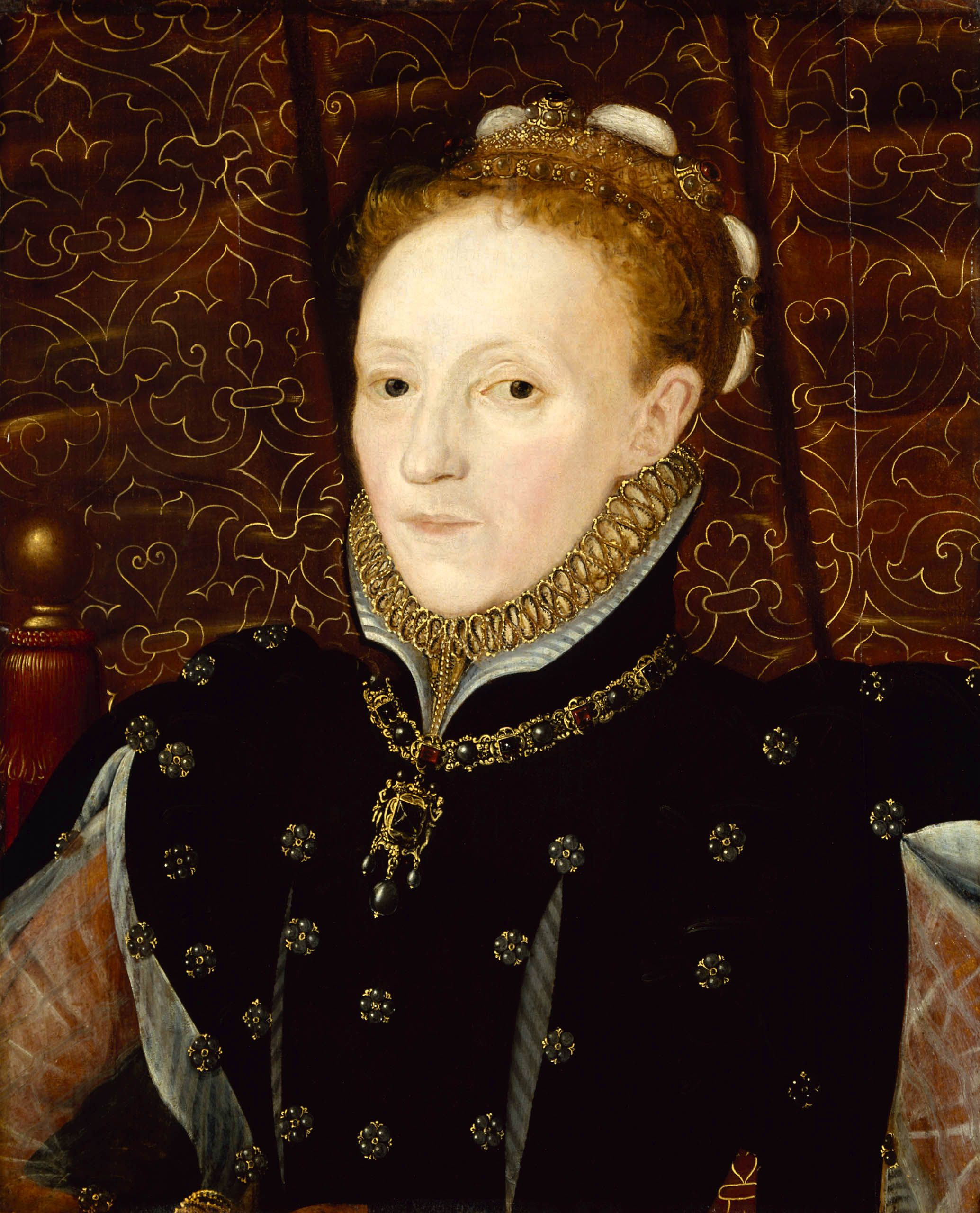
Elisabet I d'Anglaterra

- 7 de gener, Calais, Pas de Calais, França: les tropes franceses ocupen la ciutat, l'última possessió continental d'Anglaterra, amb la qual cosa acaba definitivament la Guerra dels Cent Anys.
- 22 de gener: Començament de la guerra de Livònia.
- 24 d'abril, Maria I d'Escòcia es casa amb Francesc II de França.
- 13 de juliol, Batalla de Gravelines, inici del final de la guerra entre el Regne de França i les Espanyes que es va perllongar des de l'any 1547 al 1559.
- 17 de novembre: La mort de la reina Maria I d'Anglaterra propicia que la succeeixi la seva germanastra Elisabet I d'Anglaterra, filla d'Enric VIII d'Anglaterra, i comenci l'època elisabetiana. Elisabet es va fer càrrec d'un país dividit pels enfrontaments religiosos, polítics i nacionalistes. Un dels fets més destacats del regnat d'Elisabet I va ser la transformació d'Anglaterra, un país de majoria catòlica, en un país de majoria protestant.[1]

## Naixements
Països Catalans
- 24 d'agost: Lluís Folc I de Cardona-Aragó Fernández, hereu al ducat de Sogorb, i al comtat de Prades i d'Empúries.

Resta del Món
- 19 d'agost, La Ferté-sous-Jouarre, França: François de Bourbon-Conti, noble francès, pare d'Armand de Borbó-Conti
- 12 d'octubre, Wiener Neustadt, Arxiducat d'Àustria: L'arxiduc Maximilià d'Àustria, Gran Mestre de l'Orde Teutònic i Administrador de Prússia
- data desconeguda
  - Haarlem, Holanda), Hendrik Goltzius, gravador, dibuixant i pintor neerlandès.
  - Câmpia Turzii, Romania: Miquel el Valent, Voivoda (Príncep) de Valàquia, 1593 – 1601), de Transsilvània, 1599 – 1601) i de Moldàvia, 1600), considerat un dels primers precursors de l'actual Romania.

## Necrològiques
Països Catalans
- 25 de març, Gènova: Girolamo Doria, arquebisbe de Tarragona, 1533-1558). Elegit President de la Generalitat de Catalunya per als triennis 1539-1542 i 1557-1559, no prengué possessió del càrrec per la seva impopularitat en tant que estranger.
- 17 de novembre: Pere Àngel Ferrer i Despuig, 65è President de la Generalitat de Catalunya
- data desconeguda
  - Pere Mates, pintor català considerat el millor representant autòcton de la pintura renaixentista a Catalunya.

Resta del Món
- 25 de febrer, Talavera de la Reina: Elionor d'Habsburg, infanta de Castella, princesa d'Aragó, reina consort de Portugal, 1518-1521) i reina consort de França, 1530-1547).[2]
- 28 de març, Malta: Bartolomeo Genga, arquitecte italià del Renaixement.
- 18 d'abril: Hurrem Sultan o Roxelana, esposa de Solimà I el Magnífic.
- 20 d'abril, Wittenberg, Alemanya: Johannes Bugenhagen, teòleg luterà que introduí la Reforma Protestant a Pomerània i Dinamarca.
- 18 d'octubre, Cigales, Espanya: Maria d'Habsburg, esposa de Lluís II d'Hongria i neta de l'Emperador Maximilià I d'Habsburg i dels Reis Catòlics, germana dels emperadors Carles V i Ferran I del Sacre Imperi Romanogermànic.
- 21 de setembre, Yuste, Espanya: Carles I d'Espanya i V d'Alemanya. Rei d'Espanya (1516-1556), i Emperador de l'Imperi Germànic (1519-1556).
- 21 d'octubre, Agen, Regne de França: Julius Caesar Scaliger, escriptor, filòsof i metge francès d'origen italià.
- 17 de novembre, 
  - Londres, Anglaterra: Maria I d'Anglaterra, Maria Tudor, reina d'Anglaterra i Irlanda (n. 1516).[3]
  - Londres: Reginald Pole, arquebisbe de Canterbury i cardenal de l'Església Catòlica.
- data desconeguda:
  - Fontainebleau, França: Jean François Fernel, metge que introduí el terme "fisiologia" i primer científic que descrigué el canal medul·lar.
  - París, França: Clément Janequin, compositor francès del Renaixement, famós per les seves cançons populars.
  - Luarsab I de Kartli, Tetritsq'aro, Geòrgia), rei de Kartli mort en la batalla de Garissi.
  - Nàpols, Itàlia: Giovanni Merliano da Nola, escultor italià, autor de l'obra renaixentista més notable dels Països Catalans: el mausoleu de Ramon Folc de Cardona-Anglesola, que es troba a l'església de Sant Nicolau de Bellpuig, Urgell).
  - Londres: Robert Recorde, metge i matemàtic gal·lès que formulà el "signe igual".
  - Amares, Portugal: Francisco de Sá de Miranda, poeta portuguès del Renaixement.